# 2022-es US Open (tenisz)
A 2022-es US Open (amerikai nyílt teniszbajnokság) az év negyedik Grand Slam-tornája, amelyet 142. alkalommal rendeznek meg New Yorkban, a  USTA Billie Jean King National Tennis Center kemény borítású pályáin 2022. augusztus 29. és szeptember 11. között. Ezt megelőzően augusztus 23–26. között rendezik a férfi és női egyes selejtezőit. A torna programjában a férfi és női egyéni mellett a férfi és női párosok, a vegyes párosok, valamint a junior fiúk és lányok egyéni és páros küzdelmei szerepelnek.
A férfi címvédő az orosz Danyiil Medvegyev volt, míg a nőknél a brit Emma Raducanu győzött az előző évi tornán. A 2022-es győzelmet a férfiaknál a spanyol Carlos Alcaraz szerezte meg, miután a döntőben 6–4, 2–6, 7–6(1), 6–3 arányban legyőzte a norvég Casper Ruudot. Ezzel az eredményével a világranglista élére került, és 19 évesen minden idők legfiatalabb világelsője lett. A nőknél a világelső lengyel Iga Świątek győzött, aki a döntőben 6–2, 7–6(5) arányban múlta felül a tunéziai Unsz Dzsábirt. A női párosban győztes cseh Barbora Krejčíková–Kateřina Siniaková páros ezzel az eredményével karrier Grand Slam-et, és egyúttal karrier Super Slam-et ért el, azaz pályafutások során megszerezték mind a négy Grand Slam-torna trófeáját, elsők lettek az olimpián és az évvégi világbajnokságon is.
Serena Williams ezen a tornán fejezte be a profi pályafutását.
A magyar teniszezők közül a világranglistán elfoglalt helye alapján a főtáblán a férfiaknál Fucsovics Márton, a nőknél Bondár Anna és Gálfi Dalma kezdhette a tornát. A selejtezőkben a férfiaknál Piros Zsombor indulhatott, de az első körön nem jutott túl, a nők között Udvardy Panna és Jani Réka Luca vehetett részt, de a továbbjutás egyikőjüknek sem sikerült, Udvardy Panna az első körben, Jani Réka Luca a második körben esett ki. Bondár Anna nem jutott túl az első körön, Fucsovics Márton a második, míg Gálfi Dalma a harmadik körben búcsúzott az egyéni versenytől. Párosban Fucsovics Márton az első körben, Bondár Anna a második körben esett ki, míg Gálfi Dalma a harmadik körig jutott. A junior lányok versenyén Udvardy Luca egyéniben a 11. kiemeltként, párosban a 2. kiemeltként indul, de mindkét versenyszámban a 2. körben esett ki.

## Világranglistapontok
| Eredmény           | Férfi egyes | Férfi páros | Női egyes | Női páros |
| ------------------ | ----------- | ----------- | --------- | --------- |
| Győzelem           | 2000        | 2000        | 2000      | 2000      |
| Döntő              | 1200        | 1200        | 1300      | 1300      |
| Elődöntő           | 720         | 720         | 780       | 780       |
| Negyeddöntő        | 360         | 360         | 430       | 430       |
| 16 között          | 180         | 180         | 240       | 240       |
| 32 között          | 90          | 90          | 130       | 130       |
| 64 között          | 45          | 0           | 70        | 10        |
| 128 között         | 10          | –           | 10        | –         |
| Főtáblára jutás    | 25          | –           | 40        | –         |
| Selejtező (3. kör) | 16          | –           | 30        | –         |
| Selejtező (2. kör) | 8           | –           | 20        | –         |
| Selejtező (1. kör) | 0           | –           | 2         | –         |

## Pénzdíjazás
A torna teljes összdíjazása 60,5 millió amerikai dollár, amely rekord a torna történetében.
| Eredmény           | Egyéni*     | Páros**                   |
| Győzelem           | 2 600 000 $ | 688 000 $                 |
| Döntő              | 1 300 000 $ | 344 000 $                 |
| Elődöntő           | 705 000 $   | 172 000 $                 |
| Negyeddöntő        | 445 000 $   | 97 500 $                  |
| 16 között          | 278 000 $   | 56 400 $                  |
| 32 között          | 188 000 $   | 35 800 $                  |
| 64 között          | 121 000 $   | 21 300 $                  |
| 128 között         | 80 000 $    | –                         |
| Selejtező (döntő)  | 44 000 $    | *Nemenként **Csapatonként |
| Selejtező (2. kör) | 33 600 $    | *Nemenként **Csapatonként |
| Selejtező (1. kör) | 21 100 $    | *Nemenként **Csapatonként |

## A versenyszámok

### Férfi egyes
- Carlos Alcaraz– Casper Ruud, 6–4, 2–6, 7–6(1), 6–3

### Női egyes
- Iga Świątek– Unsz Dzsábir, 6–2, 7–6(5)

### Férfi páros
- -  Rajeev Ram /  Joe Salisbury– Wesley Koolhof /  Neal Skupski, 7–6(4), 7–5

### Női páros
- Barbora Krejčíková /  Kateřina Siniaková– Catherine McNally /  Taylor Townsend, 3–6, 7–5, 6–1

### Vegyes páros
- Storm Sanders /  John Peers– Kirsten Flipkens /  Édouard Roger-Vasselin, 4–6, 6–4, [10–7]

### Juniorok
Junior fiú egyéni
- Martín Landaluce– Gilles-Arnaud Bailly, 7–6(3), 5–7, 6–2

Junior lány egyéni
- Alex Eala– Lucie Havlíčková, 6–2, 6–4

Junior fiú páros
- Ozan Baris /  Nishesh Basavareddy– Dylan Dietrich /  Juan Carlos Prado Ángelo, 6–1, 6–1

Junior lány páros
- Lucie Havlíčková /  Gyiana Snajgyer– Carolina Kuhl /  Ella Seidel, 6–3, 6–2